# Marmosops parvidens
Espèce
Statut de conservation UICN

 LC  : Préoccupation mineure
Répartition géographique
Marmosops parvidens, de nom commun Opossum-souris délicat des Guyanes, est une espèce américaine de la famille des Didelphidae.

## Description
L'espèce atteint une longueur de tête d'environ 9,5 cm, ont une queue d'environ 13,5 cm de long et pèsent environ 22 g. Le museau est très allongé, la canine courte et peu courbée. La couleur de la fourrure sur le dos et la tête est rouge-brun, le milieu du dos étant plus foncé et les côtés un peu plus clairs. Les poils du dos mesurent 6 à 8 mm de long. Il y a d'étroits cernes autour des yeux et le milieu du museau est légèrement plus clair que le reste de la tête. Les cernes n'atteignent pas la base des oreilles. Le ventre est blanchâtre avec une bande blanche au milieu. Le dessus des pieds est couvert d'un duvet blanc. Une mandibule et une gorge sont blanches. La queue, dont la longueur est d'environ 150% de la longueur du corps de la tête, est sombre sur le dessus et claire sur le dessous, il n'y a pas de manchon de poils à la base de la queue. Les femelles n'ont pas de poche. Le nombre de tétines est de sept ou neuf, trois ou quatre de chaque côté et une au milieu.

## Répartition
Marmosops parvidens est présent en Guyane, à Guyana, au Suriname, au Venezuela et au Brésil, dans les états d'Amapá et de Pará, et à l'est de la Colombie, dans les forêts tropicales humides de plaine, la forêt primaire intacte jusqu'à une altitude de 500 m.

## Comportement
L'opossum-souris délicat des Guyanes est nocturne et vit à la fois sur le sol et dans les buissons et les fourrés de lianes jusqu'à une hauteur de 1,8 m au-dessus du sol. On ne sait presque rien de son mode de vie, de son alimentation et de sa reproduction.
Il vit en sympatrie avec Marmosops pinheiroi.